# Raya Garbousova
Raya Garbousova (en russe : Ра́я Га́рбузова ; née le 25 septembre 1909, à Tiflis, en Géorgie (Empire russe) — décédée le 28 janvier 1997, à DeKalb (Illinois), aux États-Unis) est une violoncelliste et une pédagogue.

## Biographie
Selon la biographie contenue dans la brochure du programme pour le concert commémoratif en son honneur 1997 à DeKalb, Illinois, elle a fait ses débuts officiels à Moscou en 1923 et a quitté l'Union soviétique en 1925. Elle a vécu à Paris et réalisé des tournées en Europe, et a donné son premier concert à New York en 1935. Elle a émigré aux États-Unis en 1939.
En 1948, elle a épousé le cardiologue Kurt Biss et s'est installée à DeKalb, Illinois. Elle a enseigné à l'université du Nord de l'Illinois à partir de 1973 jusqu'à sa retraite en 1991. En plus d'enseigner à la NIU, Garbousova a également enseigné à la Hartt School of Music à West Hartford, Connecticut, et a donné de nombreuses master classes dans les établissements musicaux importants. Son fils, l'altiste Paul Biss, est marié à la violoniste Miriam Fried, et leur fils Jonathan Biss est un pianiste classique.
Au cours de sa carrière d'interprète, elle a joué avec de nombreux grands orchestres et chefs d'orchestre. Elle a été particulièrement associée à la musique pour violoncelle de Samuel Barber. Barber a écrit son concerto pour violoncelle pour elle, et elle l'a joué en première mondiale avec Serge Koussevitzky et l'Orchestre symphonique de Boston le 5 avril 1946. Son enregistrement de la Sonate pour violoncelle et piano de Barber est également bien connu.
À ses élèves, en plus de fournir l'instruction technique et musicale qu'apportent les enseignants, elle a ajouté l'expérience d'avoir personnellement connu beaucoup de grands compositeurs et solistes à cordes du XXe siècle.

## Discographie partielle
- Samuel Barber : Concerto for Cello & Orchestra (Decca Records LP, DL 10132, 1966)